# Jean Castel
Jean Castel (ur. 4 czerwca 1916 w Lortet, zm. 23 września 1999 w Paryżu) – francuski żeglarz, olimpijczyk.
Na regatach rozegranych podczas Letnich Igrzysk Olimpijskich 1948 wystąpił w klasie 6 metrów zajmując 11. pozycję. Załogę jachtu LaBandera tworzyli również Claude Desouches, François Laverne, Roger Lacarrière i Albert Cadot.